# Kenichi Ego
Kenichi Ego (født 7. juni 1979) er en tidligere japansk fodboldspiller.
Han har spillet for flere forskellige klubber i sin karriere, herunder Ventforet Kofu og Ehime FC.